# پژوهشگاه علوم انسانی و مطالعات اجتماعی
پژوهشگاه علوم انسانی و مطالعات اجتماعی یک مؤسسه پژوهشی وابسته به جهاد دانشگاهی است که در زمینه علوم انسانی و مطالعات اجتماعی فعالیت می‌کند. این مرکز در سال ۱۳۷۴ با عنوان پژوهشکده از وزارت علوم، تحقیقات و فناوری مجوز اصولی دریافت کرد که در سال ۱۳۸۱ به مجوز قطعی تبدیل شد. پس از افزایش کمی و کیفی حوزه فعالیت‌ها، این پژوهشکده از سال ۱۳۸۶ پژوهشگاه تبدیل شد.